# Arnuero
Arnuero es un municipio y localidad costera de la comunidad autónoma de Cantabria (España) que forma parte de la histórica comarca de Trasmiera y alberga el Ecoparque de dicha comarca. Limita: al norte, con el mar Cantábrico; al Este, con Noja y Argoños; al sur, con Meruelo y Escalante, y al oeste, con Bareyo.

## Geografía
| Noroeste: mar Cantábrico | Norte: mar Cantábrico | Nordeste: mar Cantábrico |
| Oeste: Bareyo            |                       | Este: Noja               |
| Suroeste: Meruelo        | Sur: Escalante        | Sureste: Argoños         |

### Clima
El territorio municipal se ubica en la región climática de la Iberia Verde de clima Europeo Occidental, clasificada también como clima templado húmedo de verano fresco del tipo Cfb según la clasificación climática de Köppen.
Los principales rasgos del municipio a nivel general son unos inviernos suaves y veranos frescos, sin cambios bruscos estacionales. El aire es húmedo con abundante nubosidad y las precipitaciones son frecuentes en todas las estaciones del año, con escasos valores excepcionales a lo largo del año.
La temperatura media de la región ha aumentado en los últimos cincuenta años 0,6 grados, mientras que las precipitaciones ha experimentado un descenso del diez por ciento. Cada uno de los años de la serie 1981-2010 fueron claramente más secos y cálidos que los de la serie 1951-1980. Y todo indica que las fluctuaciones intra-estacionales del régimen termo-pluviométrico fueron más intensas durante el periodo 1981-2010.

## Historia
Hacia mediados del siglo XIX, el lugar, ya por entonces con ayuntamiento propio, incluía en su término los lugares de Isla, Suano y Castillo y sumaba una población de 1930 habitantes. Aparece descrito en el segundo volumen del Diccionario geográfico-estadístico-histórico de España y sus posesiones de Ultramar de Pascual Madoz con las siguientes palabras:

ARNUERO: l. en la prov. y dióc. de Santander (4 leg.), part. jud. de Entrambas-aguas (3 1/2), aud. terr. y c. g. de Búrgos (25): sit. en una planicie algo desigual, pero sin grandes cuestas; defendido de los vientos del S. por la sierra que le divide de Meruelo, lo que hace su clima muy sano. Forma el ayunt. de su nombre con los pueblos de Isla, Suano y Castillo, cada uno con su alc. p. Tiene 60 casas; 40 de buena construccion y comodidades interiores y de 1 piso alto, las restantes bajas é incómodas, se hallan muy separadas las unas de las otras; las cal es están muy mal empredradas y algunas se ponen intransitables en tiempo de aguas. Hay casa de ayunt. con un soportal bajo y asientos en los 3 frentes; 1 igl. parr. junto á dicha casa, servida por 2 curas párrocos que nombra el diocesano, consta de 1 sola nave y tien por titular á Nuestra Sra. de la Asuncion; 1 ermita dedicada á los Mártires, 1 cementerio bastante regular. Confina el térm. por el N. con el de Noja é Isla, del cual le separa un monte aislado de unos 1,000 pies de elevacion, el cual va á terminar en la ria de Ajo; por el E. otra vez con el de Noja á 3/4, por el S. con el de Meruelo, dividiéndoles 1 sierra de 1/4 de long. y 1,500 pies de elevacion, y por el O. con los de Ajo y Bareyo mediando entre ellos la mencionada ria de Ajo y r. de Solorzano, comunicándose entre si por el puente de las Veneras y en bajamar por un vado; en él se encuentran algunos manantiales de aguas saludables, de las cuales se surten los vec. El terreno participa de llano y montuoso; es de mediana calidad y se cultivan sobre 9,000 carros; lo demas del terreno es escelente para arbolado. Los caminos para los pueblos limitrofes se hallan en regular estado y sirven para carros del pais, escepto el que conduce á Bareyo y Ajo por la angostura del puente de Veneras; por lo que los transeuntes tienen que ir á buscar el de Solorga en Meruelo: prod.: maiz, habichuelas, trigo, patatas, vino, yerbas, frutas, y entre ellas castañas y nueces, hortalizas y madera de roble: cria ganado vacuno, caballar, mular, lanar y cabrio: ind. 1 molino harinero de 12 ruedas en el r. Solorzano, cuya mitad corresponde á otros pueblos; otro de 2 ruedas que muele con agua dulce y salada. Los naturales se dedican á campaneros, doradores y pintores, cuyos oficios van á ejercer en otras prov.: comercio de frutos sobrantes: en los dias 27 y 28 de setiembre celebra una feria en la ermita de los Mártires que antes fué muy concurrida, pero que en el dia ha perdido toda su importancia: pobl.: de todo el ayunt. 379 vec., 1930 alm.: contr.: 6,075 rs. 4 mrs.: su riqueza, prod. é imp., se hallará en el art. del part. judicial.
(Madoz, 1845, p. 589)

## Demografía
Arnuero cuenta con una población de 2272 habitantes (INE 2024).
| Gráfica de evolución demográfica de Arnuero entre 1842 y 2021                                                       |
| |
| Población de derecho según los censos de población del INE Población de hecho según los censos de población del INE |

## Administración y política

### Gobierno municipal
José Manuel Igual Ortiz (PP) es el actual alcalde del municipio (lleva en el cargo desde 1998). En 2007 la corporación municipal pasó de tener 9 ediles a 11 debido al aumento en la población. En general, no hubo cambios significativos en cuanto a ediles salvo en las elecciones locales de 2019 en la que el ayuntamiento aumentó en un concejal más obtenido por el PP y el PSOE no consiguió representación en detrimento de Ciudadanos. Arnuero es un municipio bastante conservador y el PP lleva consiguiendo mayorías absolutas desde 1999.
| Partido político                         | 2023  | 2023  | 2023       | 2019  | 2019  | 2019       | 2015  | 2015  | 2015       | 2011  | 2011  | 2011       | 2007  | 2007  | 2007       | 2003  | 2003  | 2003       |
| Partido político                         | Votos | %     | Concejales | Votos | %     | Concejales | Votos | %     | Concejales | Votos | %     | Concejales | Votos | %     | Concejales | Votos | %     | Concejales |
| Partido Popular (PP)                     | 905   | 65,67 | 8          | 931   | 71,12 | 9          | 1002  | 73,30 | 8          | 1035  | 72,18 | 8          | 963   | 64,59 | 8          | 988   | 71,96 | 7          |
| Partido Socialista Obrero Español (PSOE) | 267   | 19,37 | 2          | 102   | 7,79  | 0          | 114   | 8,34  | 1          | 127   | 8,86  | 1          | 187   | 12,54 | 1          | 198   | 14,42 | 1          |
| Partido Regionalista de Cantabria (PRC)  | 187   | 13,57 | 1          | 144   | 11,00 | 1          | 226   | 16,53 | 2          | 251   | 17,50 | 2          | 224   | 15,02 | 2          | 165   | 12,02 | 1          |
| Ciudadanos (CS)                          | —     | —     | —          | 105   | 8,02  | 1          | —     | —     | —          | —     | —     | —          | —     | —     | —          | —     | —     | —          |

### Organización territorial
Arnuero es también capital del municipio, y contaba en el año 2024 con 2272 habitantes (INE). La localidad está situada a 43 kilómetros de Santander. En Arnuero se encuentra la iglesia de la Asunción, que posee uno de los mejores retablos renacentistas de Cantabria, y fue declarada Bien de Interés Cultural en el año 1993.
- Arnuero (Capital)
- Castillo Siete Villas
- Isla e Isla Playa
- Soano

## Economía
Como todas las localidades de su alrededor hasta no hace mucho tiempo su base económica fue la ganadería y la agricultura. En la actualidad, tras las políticas para el abandono paulatino y subvencionado de las pequeñas explotaciones ganaderas, su economía se ha ido decantando por el turismo. Un 8,7 % de la población del municipio se dedica al sector primario, un 15,5 % a la construcción, un 20,9 % a la industria y un 54,9 % al sector servicios.

## Cultura

### Patrimonio
Cuenta con cuatro playas y es un enclave turístico importante de la región. Tiene como atractivo sus arenales, su gastronomía (basada en productos hortícolas cultivados en sus tierras) y sus pescados y mariscos. 
Dentro de su patrimonio, destacan varios bienes de interés cultural con categoría de monumento:
- En Isla: el Palacio de los Condes de Isla-Fernández, la Torre de Cabrahigo, la Torre medieval y la Iglesia de San Julián y Santa Basilisa.
- En Castillo Siete Villas: la Torre de Venero
- En la capital municipal: la Iglesia parroquial de Nuestra Señora de La Asunción, del siglo XVI y cuyo antecedente fue un monasterio medieval fundado por los visigodos en torno al año 650; y el Molino de Castellanos.

Además, están protegidos el casco histórico de Isla como lugar o ruta cultural, y el Hospital de Peregrinos, también de Isla, que es bien inventariado.

### Fiestas

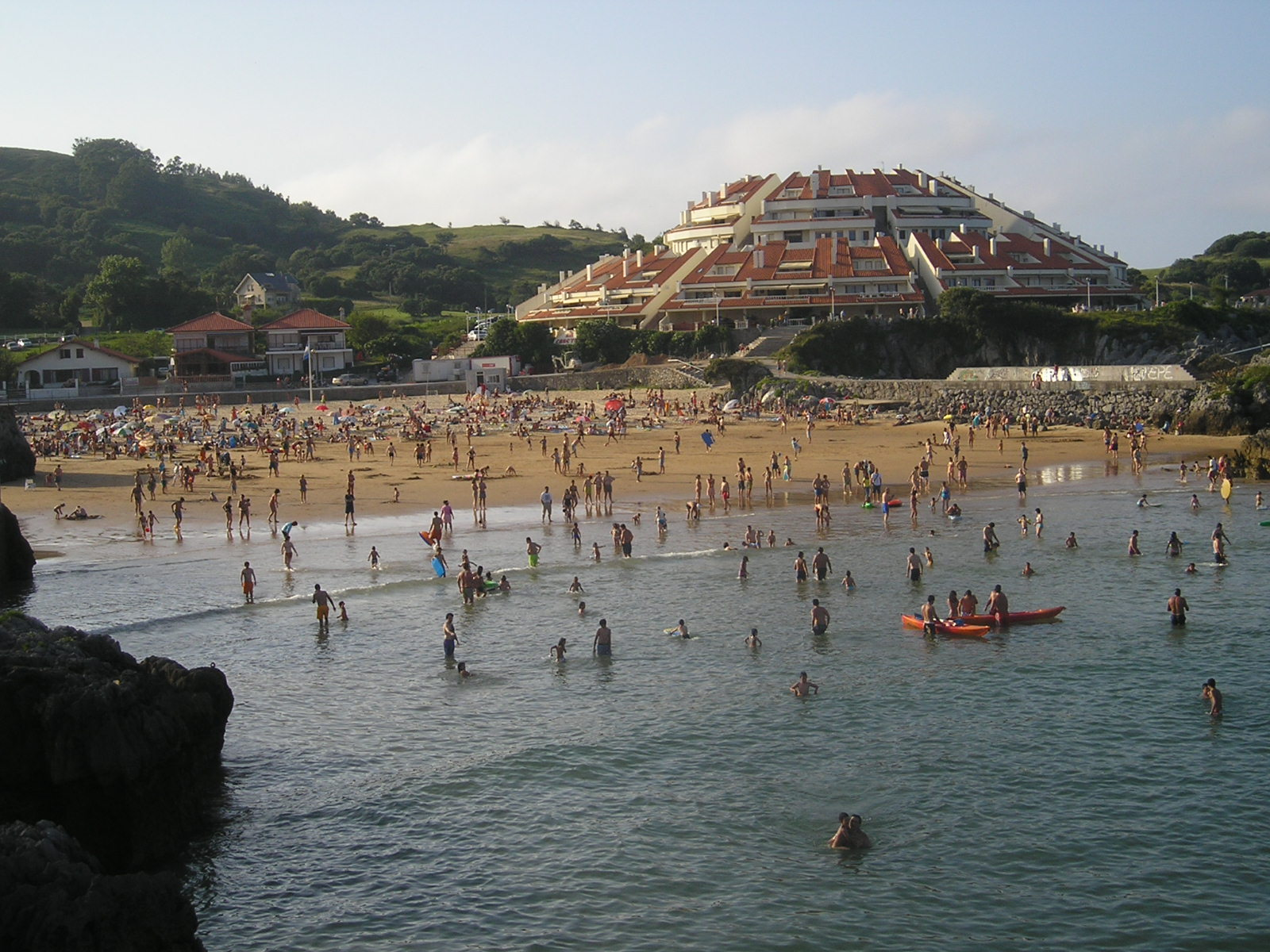
La localidad de Isla

- La Cruz del Cincho: Consiste en la colocación cada 50 años de una cruz sobre la cumbre de El Cincho. Esta tradición es de las más arraigadas del municipio, puesto que se remonta al año 1763. La última vez que se celebró fue en el año 2000. En la actualidad, sobre la cumbre se ha levantado una torreta de piedra, en la cual hay un que un mirador en el que se puede contemplar todo el municipio.

- Semana Santa(La Pascua en Soano) Fiesta de gran tradición en el municipio. Tiene lugar en el pueblo de Soano, el programa de fiestas comienza el Viernes Santo, siguiéndole el sábado, el domingo y finalizando el lunes de Pascua. Durante esos días el pueblo de Soano se viste de fiesta ofreciendo al público una amplia programación de festejos con eventos para todos los públicos.

- 15 de mayo, San Isidro.

- Primer domingo del mes de junio, Día de la Región (Arnuero), dedicada al folclore de la región.

- 29 de junio, San Pedro Apóstol (Castillo Siete Villas).

## Personas destacadas

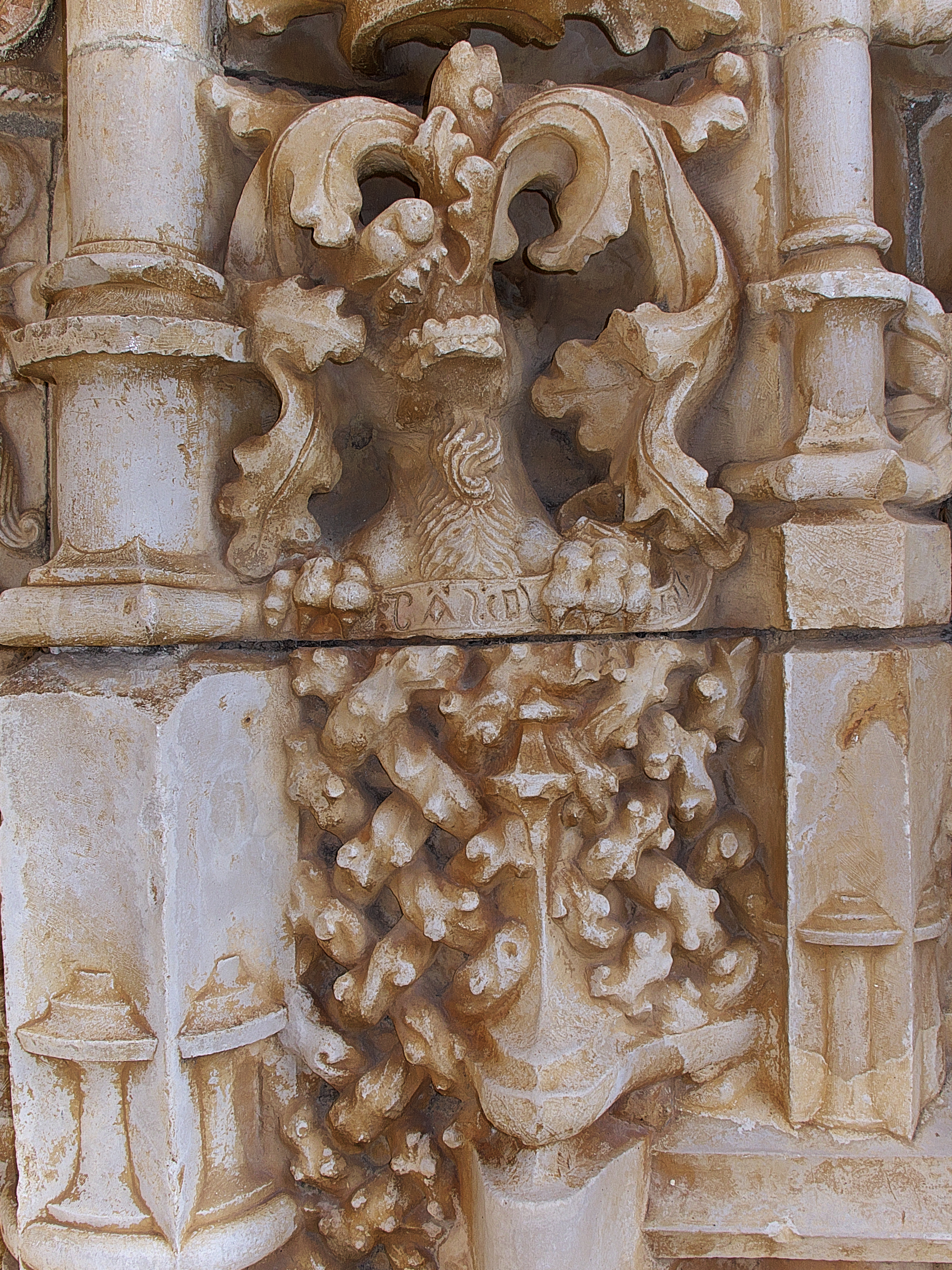
Firma de Juan de Castillo en la portada de iglesia de Convento de Cristo